# ムジンバ
ムジンバ（Mzimba town）はマラウイ北部州のムジンバ県の中心都市である。

## 概要
この都市の住民は、トゥンブカ族やンゴニ族の子孫で構成されている。また、この都市やムジンバ県内にはンゴニ族の伝統的指導者が幾人もおり、この地域における現在のンゴニ族の大首長（Inkosi ya Makosi）は、M'Mbelwa IVである。

## 人口統計
| 年   | 人口  |
| ---- | ----- |
| 1987 | 7687  |
| 1998 | 13869 |
| 2008 | 26224 |